# 2020年美國總統選舉
2020年美國總統選舉（英語：2020 United States presidential election）於2020年11月3日舉行，此次选举是美国第59屆總統選舉，同時眾議院全部435個席位及參議院其中33個議席也會進行改選，以產生第117屆美国国会。各州选民将选出选举人，由選舉人團投票選舉確認新一屆美国总统與副總統當選人。
時任總統唐納·川普與副總統迈克·彭斯順利在共和黨內幾乎沒有任何競選對手的情況下直接得到執政黨提名參選。另一大黨民主黨則在經歷了美國總統選舉史上人數最多的黨內初選後，由前副總統拜登擊敗主要的競爭對手、聯邦參議員伯尼·桑德斯後正式提名為總統候選人；副總統候選人則由同為聯邦參議員的賀錦麗擔任，使其成為作為副總統候選人的首位非裔和亞裔美國人。除此之外，還有一些代表其他政黨和獨立的候選人參與本屆總統選舉。是次選舉中的重要議題包括2019冠狀病毒病疫情所帶來的長期經濟影響、喬治·弗洛伊德遭警察殺害所引發的示威和騷亂，以及露絲·貝德·金斯堡過世後由艾米·康尼·巴雷特接受提名接任最高法院大法官。
此次因嚴重特殊傳染性肺炎疫情，許多州受民主黨的呼籲放鬆限制而產生許多郵寄投票的情況，使得此次選舉創下提早投票和郵寄選票數量的記錄。由於郵寄選票的數量，一些搖擺州的票數統計和報告受到了前所未有地延遲，使得主要新聞媒體無法在選舉後的4天內預報選舉結果。
11月7日，各大媒體均宣布，拜登在拿下賓夕凡尼亞州的20張選舉人票後，跨越270張選舉人票的當選門檻，贏得此次選舉的勝利，但是川普拒絕承認敗選，並和其部分党內盟友尝试推翻大选结果，同时提出數個沒有足夠根據的選舉舞弊指控，并试图影响摇摆州的选举计票过程。司法部长威廉·巴尔和50个州的官员均未能找到有关选举舞弊或者不法行为传言的证据。负责监督选举安全的各州政府均称这次大选是美国历史上选举结果最安全可靠的一次选举。在美國主流媒體均宣布拜登當選後，聯邦總務署仍未認證勝選者，一度並未批准展開過渡程序的文件。11月23日，聯邦總務署正式批准展開過渡程序的文件以進行交接事宜，同時該署表示其職責並非認證當選人，真正的當選人將由美國憲法規定的選舉程序決定。
川普表示，如果选举人团投票给当选总统拜登，他将离开白宫。12月14日選舉人團投票決定總統以及副總統人選，投票结果确认拜登当选第46任美国总统，賀錦麗當選第46任美國副總統。美国国会原计划於2021年1月6日舉行聯席會議正式對各州提交的選舉人團投票進行清點，也就是認證各州投票結果，但国会当日遭到暴力冲击，导致认证大选结果联席会议一度被迫中断。当地时间1月7日凌晨，国会联席会议終确认拜登及賀錦麗当选，對此特朗普立刻在一份声明中承诺将在1月20日进行“有序”权力交接。
2021年1月20日，在因應可能衝突和防疫措施的高度戒備之下，拜登和贺锦丽宣誓就任。

## 提名

### 民主黨
喬·拜登於2020年6月5日成為民主黨的推定提名人，當時他獲得了足夠多的代表支持以確保他在全國代表大會上獲得提名。他於8月18日在大會上被正式提名。
| 2020年民主黨候選人             |                                      |
| 乔·拜登                        | 贺锦丽                               |
| 總統                           | 副總統                               |
|                                |                                      |
| 第47任美国副总统 （2009–2017） | 加利福尼亚州联邦参议员 （2017–2021） |
| 乔拜登2020年总统选举           |                                      |
|                                |                                      |

### 共和黨
自1884年以來，除了1968年的民主黨籍林登·詹森，每一位尋求連任的現任總統都被他們的政黨再度提名。唐納·川普和他的競選搭檔迈克·彭斯在2020年共和黨總統初選中獲得足夠的代表支持後，得以輕鬆獲得提名。
| 2020年共和黨候選人           |                                |
| 唐納·川普                    | 麥可·彭斯                      |
| 總統                         | 副總統                         |
|                              |                                |
| 第45任美国总统 （2017–2021） | 第48任美国副总统 （2017–2021） |
| 唐納·川普2020年美國總統競選  |                                |
|                              |                                |

### 自由意志黨
喬·喬根森是作家哈里·布朗的1996年競選夥伴，她在2020年5月23日的自由意志黨全國代表大會上獲得提名。她在全部50個州和哥倫比亞特區都得以列入選票。
| 2020年自由意志黨候選人     |             |
| 喬·喬根森                  | 斯派克·科恩 |
| 總統                       | 副總統      |
|                            |             |
| 克萊門森大學高級講師及商人 | 播客和商人  |
| 競選活動                   |             |
|                            |             |

### 美國綠黨
霍伊·霍金斯於2020年6月21日確定成為綠黨的提名人，並於7月11日正式獲得該黨提名。霍金斯在29個州和哥倫比亞特區獲得列入選票，代表381張選舉人票；並在另外16個州獲得了選票書寫權，代表130張選舉人票。
| 2020年綠黨候選人   |                                     |
| 霍伊·霍金斯        | 安吉拉·沃克                         |
| 總統               | 副總統                              |
|                    |                                     |
| 美國綠黨共同創辦人 | ATU Local 998立法主管 （2011–2013） |
| 競選活動           |                                     |
|                    |                                     |

### 其他提名和獨立候選人
在這次選舉中，除了上述候選人外，至少有37人取得至少100張選票，其中有部分人支持其他候選人或並沒有參加選舉。美國改革黨候選人洛基·德拉富恩特取得88,241票，以0.06%的得票率排名第五，排在民主黨、共和黨、自由意志黨和綠黨之外。

## 民意調查

### 全国民意调查

#### 兩組比較
從2019年9月到2020年11月，民主黨候選人、前副總統喬·拜登的平均民調領先共和黨候選人、現任總統唐納·川普7.9個百分點；預估拜登將以4.4個百分點的優勢贏得全國普選。
| 唐納·川普 vs. 喬·拜登                     | 唐納·川普 vs. 喬·拜登  | 唐納·川普 vs. 喬·拜登 | 唐納·川普 vs. 喬·拜登 | 唐納·川普 vs. 喬·拜登 | 唐納·川普 vs. 喬·拜登 | 唐納·川普 vs. 喬·拜登 |
| 民調彙總來源                              | 調查日期               | 彙整日期              | 喬·拜登               | 唐納·川普             | 其他/未決定           | 差距                  |
| ----------------------------------------- | ---------------------- | --------------------- | --------------------- | --------------------- | --------------------- | --------------------- |
| 270 to Win （页面存档备份，存于）         | 2020年10月28日—11月2日 | 2020年11月2日         | 51.1%                 | 43.1%                 | 5.8%                  | 拜登 +8.0             |
| RealClear Politics （页面存档备份，存于） | 2020年10月25日—11月2日 | 2020年11月2日         | 51.2%                 | 44.0%                 | 4.8%                  | 拜登 +7.2             |
| FiveThirtyEight （页面存档备份，存于）    | 至2020年11月2日        | 2020年11月2日         | 51.8%                 | 43.4%                 | 4.8%                  | 拜登 +8.4             |
| 平均                                      | 平均                   | 平均                  | 51.4%                 | 43.5%                 | 5.1%                  | 拜登 +7.9             |
| 2020年結果                                | 2020年結果             | 2020年結果            | 51.3%                 | 46.8%                 | 1.9%                  | 拜登 +4.5             |

#### 四組比較
計算得出的平均值無法與拜登與川普的結果相提並論。由於對第三黨的民意調查非常有限，因此平均數中包含的民意調查往往不同。
| 唐納·川普 vs. 喬·拜登 vs. 喬·喬根森 vs. 霍伊·霍金斯 | 唐納·川普 vs. 喬·拜登 vs. 喬·喬根森 vs. 霍伊·霍金斯 | 唐納·川普 vs. 喬·拜登 vs. 喬·喬根森 vs. 霍伊·霍金斯 | 唐納·川普 vs. 喬·拜登 vs. 喬·喬根森 vs. 霍伊·霍金斯 | 唐納·川普 vs. 喬·拜登 vs. 喬·喬根森 vs. 霍伊·霍金斯 | 唐納·川普 vs. 喬·拜登 vs. 喬·喬根森 vs. 霍伊·霍金斯 | 唐納·川普 vs. 喬·拜登 vs. 喬·喬根森 vs. 霍伊·霍金斯 | 唐納·川普 vs. 喬·拜登 vs. 喬·喬根森 vs. 霍伊·霍金斯 | 唐納·川普 vs. 喬·拜登 vs. 喬·喬根森 vs. 霍伊·霍金斯 |
| 民調彙總來源                                        | 調查日期                                            | 彙整日期                                            | 喬·拜登                                             | 唐納·川普                                           | 喬·喬根森                                           | 霍伊·霍金斯                                         | 其他/未決定                                         | 差距                                                |
| --------------------------------------------------- | --------------------------------------------------- | --------------------------------------------------- | --------------------------------------------------- | --------------------------------------------------- | --------------------------------------------------- | --------------------------------------------------- | --------------------------------------------------- | --------------------------------------------------- |
| 270 to Win （页面存档备份，存于）                   | 2020年10月23日—11月2日                              | 2020年11月2日                                       | 50.6%                                               | 43.2%                                               | 1.2%                                                | 1.0%                                                | 4.0%                                                | 拜登 +7.4                                           |
| RealClear Politics （页面存档备份，存于）           | 2020年10月15日—11月2日                              | 2020年11月2日                                       | 50.6%                                               | 43.2%                                               | 1.8%                                                | 0.8%                                                | 3.6%                                                | 拜登 +7.4                                           |
| 2020年結果                                          | 2020年結果                                          | 2020年結果                                          | 51.3%                                               | 46.8%                                               | 1.1%                                                | 0.2%                                                | 0.6%                                                | 拜登 +4.5                                           |

## 选举结果
以下列出超過0.1%普選票的候選人得票數，數據來自聯邦選舉委員會的報告。
| 總統候選人         | 政黨               | 家鄉州             | 民選得票    | 民選得票 | 選舉人票 | 競選搭檔           | 競選搭檔     | 競選搭檔 |
| 總統候選人         | 政黨               | 家鄉州             | 票數        | 百分比   | 選舉人票 | 副總統候選人       | 家鄉州       | 選舉人票 |
| ------------------ | ------------------ | ------------------ | ----------- | -------- | -------- | ------------------ | ------------ | -------- |
| 喬·拜登            | 民主黨             | 德拉瓦州           | 81,283,501  | 51.31%   | 306      | 賀錦麗             | 加利福尼亞州 | 306      |
| 唐納·J·川普        | 共和黨             | 佛羅里達州         | 74,223,975  | 46.85%   | 232      | 麥可·R·彭斯        | 印第安納州   | 232      |
| 喬·喬根森          | 自由意志黨         | 南卡羅來納州       | 1,865,535   | 1.18%    | 0        | 斯派克·科恩        | 南卡羅來納州 | 0        |
| 霍伊·霍金斯        | 綠黨               | 紐約州             | 407,068     | 0.26%    | 0        | 安吉拉·尼科爾·沃克 | 南卡羅來納州 | 0        |
| 其他               | 其他               | 其他               | 649,552     | 0.41%    | 0        | 其他               | 其他         | 0        |
| 無效選票和以上皆非 | 無效選票和以上皆非 | 無效選票和以上皆非 | 132,870     | n/a      | 0        | 不適用             | 不適用       | 0        |
| 總票數             | 總票數             | 總票數             | 158,429,631 | 100%     | 538      |                    |              | 538      |

132,87

### 各州統計
| 該州由拜登/賀錦麗勝出 |                                               |
| 該州由川普/彭斯勝出   |                                               |
| †                     | 国会选区選舉結果 (僅緬因州及內布拉斯加州適用) |

| 州名                     | 縮寫 | 喬·拜登 民主黨 | 喬·拜登 民主黨 | 喬·拜登 民主黨 | 唐納·J·川普 共和黨 | 唐納·J·川普 共和黨 | 唐納·J·川普 共和黨 | 喬·喬根森 自由意志黨 | 喬·喬根森 自由意志黨 | 喬·喬根森 自由意志黨 | 霍伊·霍金斯 美國綠黨 | 霍伊·霍金斯 美國綠黨 | 霍伊·霍金斯 美國綠黨 | 其他候選人 | 其他候選人 | 其他候選人 | 前兩名得票數差異 | 前兩名得票數差異 | 總投票數    |
| 州名                     | 縮寫 | 得票數         | %              | 選             | 得票數             | %                  | 選                 | 得票數               | %                    | 選                   | 得票數               | %                    | 選                   | 得票數     | %          | 選         | 得票數           | %                | 總投票數    |
| ------------------------ | ---- | -------------- | -------------- | -------------- | ------------------ | ------------------ | ------------------ | -------------------- | -------------------- | -------------------- | -------------------- | -------------------- | -------------------- | ---------- | ---------- | ---------- | ---------------- | ---------------- | ----------- |
| 亚拉巴马州               |      | 849,624        | 36.57%         | －             | 1,441,170          | 62.03%             | 9                  | 25,176               | 1.08%                | －                   |                      |                      | －                   | 7,312      | 0.31%      | －         | 591,546          | 25.46%           | 2,323,282   |
| 阿拉斯加州               |      | 153,778        | 42.77%         | －             | 189,951            | 52.83%             | 3                  | 8,897                | 2.47%                | －                   |                      |                      | －                   | 6,904      | 1.92%      | －         | 36,173           | 10.06%           | 359,530     |
| 亚利桑那州               |      | 1,672,143      | 49.36%         | 11             | 1,661,686          | 49.06%             | －                 | 51,465               | 1.52%                | －                   | 1,557                | 0.05%                | －                   | 475        | 0.01%      | －         | 10,457           | 0.31%            | 3,387,326   |
| 阿肯色州                 |      | 423,932        | 34.78%         | －             | 760,647            | 62.40%             | 6                  | 13,133               | 1.08%                | －                   | 2,980                | 0.24%                | －                   | 18,377     | 1.51%      | －         | 336,715          | 27.62%           | 1,219,069   |
| 加利福尼亚州             |      | 11,110,250     | 63.48%         | 55             | 6,006,429          | 34.32%             | －                 | 187,895              | 1.07%                | －                   | 81,029               | 0.46%                | －                   | 115,278    | 0.66%      | －         | 5,103,821        | 29.16%           | 17,500,881  |
| 科罗拉多州               |      | 1,804,352      | 55.40%         | 9              | 1,364,607          | 41.90%             | －                 | 52,460               | 1.61%                | －                   | 8,986                | 0.28%                | －                   | 26,575     | 0.82%      | －         | 439,745          | 13.50%           | 3,256,980   |
| 康涅狄格州               |      | 1,080,680      | 59.24%         | 7              | 715,291            | 39.21%             | －                 | 20,227               | 1.11%                | －                   | 7,538                | 0.41%                | －                   | 537        | 0.03%      | －         | 365,389          | 20.03%           | 1,824,273   |
| 特拉华州                 |      | 296,268        | 58.78 %        | 3              | 200,603            | 39.8 %             | －                 | 5,000                | 0.99 %               | －                   | 2,139                | 0.42 %               | －                   | 336        | 0.07%      | －         | 95,665           | 18.98%           | 504,346     |
| 华盛顿哥伦比亚特区       |      | 317,323        | 92.15%         | 3              | 18,586             | 5.40%              | －                 | 2,036                | 0.59%                | －                   | 1,726                | 0.50%                | －                   | 4,685      | 1.36%      | －         | 298,737          | 86.75%           | 344,356     |
| 佛罗里达州               |      | 5,297,045      | 47.9%          | －             | 5,668,731          | 51.2%              | 29                 | 70,324               | 0.6%                 | －                   | 14,721               | 0.1%                 | －                   | 16,635     | 0.15%      | －         | 371,686          | 3.36%            | 11,067,456  |
| 喬治亞州                 |      | 2,473,633      | 49.50%         | 16             | 2,461,854          | 49.26%             | －                 | 62,229               | 1.25%                | －                   |                      |                      | －                   |            |            | －         | 11,779           | 0.24%            | 4,997,716   |
| 夏威夷州                 |      | 366,130        | 63.73%         | 4              | 196,864            | 34.27%             | －                 | 5,539                | 0.96%                | －                   | 3,822                | 0.67%                | －                   | 2,114      | 0.37%      | －         | 169,266          | 29.46%           | 574,469     |
| 爱达荷州                 |      | 287,021        | 33.07%         | －             | 554,119            | 63.85%             | 4                  | 16,304               | 1.88%                | －                   | 407                  | 0.05%                | －                   | 10,033     | 1.16%      | －         | 267,098          | 30.78%           | 867,884     |
| 伊利诺伊州               |      | 3,471,915      | 57.54%         | 20             | 2,446,891          | 40.55%             | －                 | 66,544               | 1.10%                | －                   | 30,494               | 0.51%                | －                   | 17,900     | 0.30%      | －         | 1,025,024        | 16.99%           | 6,033,744   |
| 印第安纳州               |      | 1,242,416      | 40.96%         | －             | 1,729,519          | 57.02%             | 11                 | 59,232               | 1.95%                | －                   | 988                  | 0.03%                | －                   | 963        | 0.03%      | －         | 487,103          | 16.06%           | 3,033,118   |
|                          |      | 759,061        | 44.89%         | －             | 897,672            | 53.09%             | 6                  | 19,637               | 1.16%                | －                   | 3,075                | 0.18%                | －                   | 11,426     | 0.68%      | －         | 138,611          | 8.20%            | 1,690,871   |
| 堪萨斯州                 |      | 570,323        | 41.56%         | －             | 771,406            | 56.21%             | 6                  | 30,574               | 2.23%                | －                   |                      |                      | －                   |            |            | －         | 201,083          | 14.65%           | 1,372,303   |
| 肯塔基州                 |      | 772,474        | 36.15%         | －             | 1,326,646          | 62.09%             | 8                  | 26,234               | 1.23%                | －                   | 716                  | 0.03%                | －                   | 10,698     | 0.50%      | －         | 554,172          | 25.94%           | 2,136,768   |
| 路易斯安那州             |      | 856,034        | 39.85%         | －             | 1,255,776          | 58.46%             | 8                  | 21,645               | 1.01%                | －                   |                      |                      | －                   | 14,607     | 0.68%      | －         | 399,742          | 18.61%           | 2,148,062   |
| 缅因州                   | †    | 435,072        | 53.09%         | 2              | 360,737            | 44.02%             | －                 | 14,152               | 1.73%                | －                   | 8,230                | 1.00%                | －                   | 1,270      | 0.15%      | －         | 74,335           | 9.07%            | 819,461     |
| 緬因州第一國會選區       |      | 266,376        | 60.11%         | 1              | 164,045            | 37.02%             | －                 | 7,343                | 1.66%                | －                   | 4,654                | 1.05%                | －                   | 694        | 0.16%      | －         | 102,331          | 23.09%           | 443,112     |
| 緬因州第二國會選區       |      | 168,696        | 44.82%         | －             | 196,692            | 52.26%             | 1                  | 6,809                | 1.81%                | －                   | 3,576                | 0.95%                | －                   | 576        | 0.15%      | －         | 27,996           | 7.44%            | 376,349     |
| 马里兰州                 |      | 1,985,023      | 65.36%         | 10             | 976,414            | 32.15%             | －                 | 33,488               | 1.10%                | －                   | 15,799               | 0.52%                | －                   | 26,306     | 0.87%      | －         | 1,008,609        | 33.21%           | 3,037,030   |
| 马萨诸塞州               |      | 2,382,202      | 65.60%         | 11             | 1,167,202          | 32.14%             | －                 | 47,013               | 1.29%                | －                   | 18,658               | 0.51%                | －                   | 16,327     | 0.45%      | －         | 1,215,000        | 33.46%           | 3,631,402   |
| 密西根州                 |      | 2,804,040      | 50.62%         | 16             | 2,649,852          | 47.84%             | －                 | 60,381               | 1.09%                | －                   | 13,718               | 0.25%                | －                   | 11,311     | 0.20%      | －         | 154,188          | 2.78%            | 5,539,302   |
| 明尼苏达州               |      | 1,717,077      | 52.40%         | 10             | 1,484,065          | 45.28%             | －                 | 34,976               | 1.07%                | －                   | 10,033               | 0.31%                | －                   | 31,020     | 0.95%      | －         | 233,012          | 7.11%            | 3,277,171   |
| 密西西比州               |      | 539,508        | 41.06%         | －             | 756,789            | 57.60%             | 6                  | 8,026                | 0.61%                | －                   | 1,498                | 0.11%                | －                   | 8,073      | 0.61%      | －         | 217,281          | 16.54%           | 1,313,894   |
| 密苏里州                 |      | 1,253,014      | 41.41%         | －             | 1,718,736          | 56.80%             | 10                 | 41,205               | 1.36%                | －                   | 8,283                | 0.27%                | －                   | 4,724      | 0.16%      | －         | 465,722          | 15.39%           | 3,025,962   |
| 蒙大拿州                 |      | 244,786        | 40.55%         | －             | 343,602            | 56.92%             | 3                  | 15,252               | 2.53%                | －                   |                      |                      | －                   | 34         | 0.01%      | －         | 98,816           | 16.37%           | 603,674     |
| 内布拉斯加州             | †    | 374,583        | 39.17%         | －             | 556,846            | 58.22%             | 2                  | 20,283               | 2.12%                | －                   |                      |                      | －                   | 4,671      | 0.49%      | －         | 182,263          | 19.06%           | 956,383     |
| 內布拉斯加州第一國會選區 |      | 132,261        | 41.09%         | －             | 180,290            | 56.01%             | 1                  | 7,495                | 2.33%                | －                   |                      |                      | －                   | 1,840      | 0.57%      | －         | 48,029           | 14.92%           | 321,886     |
| 內布拉斯加州第二國會選區 |      | 176,468        | 51.95%         | 1              | 154,377            | 45.45%             | －                 | 6,909                | 2.03%                | －                   |                      |                      | －                   | 1,912      | 0.56%      | －         | 22,091           | 6.50%            | 339,666     |
| 內布拉斯加州第三國會選區 |      | 65,854         | 22.34%         | －             | 222,179            | 75.36%             | 1                  | 5,879                | 1.99%                | －                   |                      |                      | －                   | 919        | 0.31%      | －         | 156,325          | 53.02%           | 294,831     |
| 内华达州                 |      | 703,486        | 50.06%         | 6              | 669,890            | 47.67%             | －                 | 14,783               | 1.05%                | －                   |                      |                      | －                   | 17,217     | 1.23%      | －         | 33,596           | 2.39%            | 1,405,376   |
| 新罕布什尔州             |      | 424,921        | 52.71%         | 4              | 365,654            | 45.36%             | －                 | 13,235               | 1.64%                | －                   | 217                  | 0.03%                | －                   | 2,155      | 0.27%      | －         | 59,267           | 7.35%            | 806,182     |
| 新泽西州                 |      | 2,608,335      | 57.33%         | 14             | 1,883,274          | 41.40%             | －                 | 31,677               | 0.70%                | －                   | 14,202               | 0.31%                | －                   | 11,865     | 0.26%      | －         | 725,061          | 15.94%           | 4,549,353   |
| 新墨西哥州               |      | 501,614        | 54.29%         | 5              | 401,894            | 43.50%             | －                 | 12,585               | 1.36%                | －                   | 4,426                | 0.48%                | －                   | 3,446      | 0.37%      | －         | 99,720           | 10.79%           | 923,965     |
| 纽约州                   |      | 5,230,985      | 60.86%         | 29             | 3,244,798          | 37.75%             | －                 | 60,234               | 0.70%                | －                   | 32,753               | 0.38%                | －                   | 26,056     | 0.30%      | －         | 1,986,187        | 23.11%           | 8,594,826   |
| 北卡罗来纳州             |      | 2,684,292      | 48.59%         | －             | 2,758,775          | 49.93%             | 15                 | 48,678               | 0.88%                | －                   | 12,195               | 0.22%                | －                   | 20,864     | 0.38%      | －         | 74,483           | 1.35%            | 5,524,804   |
| 北达科他州               |      | 114,902        | 31.76%         | －             | 235,595            | 65.11%             | 3                  | 9,393                | 2.60%                | －                   |                      |                      | －                   |            |            | －         | 120,693          | 33.36%           | 361,819     |
| 俄亥俄州                 |      | 2,679,165      | 45.24%         | －             | 3,154,834          | 53.27%             | 18                 | 67,569               | 1.14%                | －                   | 18,812               | 0.32%                | －                   | 1,822      | 0.03%      | －         | 475,669          | 8.03%            | 5,922,202   |
| 奧克拉荷馬州             |      | 503,890        | 32.29%         | －             | 1,020,280          | 65.37%             | 7                  | 24,731               | 1.58%                | －                   |                      |                      | －                   |            |            | －         | 516,390          | 33.09%           | 1,560,699   |
| 俄勒冈州                 |      | 1,340,383      | 56.45%         | 7              | 958,448            | 40.37%             | －                 | 41,582               | 1.75%                | －                   | 11,831               | 0.50%                | －                   | 22,077     | 0.93%      | －         | 381,935          | 16.08%           | 2,374,321   |
| 宾夕法尼亚州             |      | 3,458,229      | 50.01%         | 20             | 3,377,674          | 48.84%             | －                 | 79,380               | 1.15%                | －                   |                      |                      | －                   |            |            | －         | 80,555           | 1.16%            | 6,915,283   |
| 罗得岛州                 |      | 307,486        | 59.39%         | 4              | 199,922            | 38.61%             | －                 | 5,053                | 0.98%                | －                   |                      |                      | －                   | 5,296      | 1.02%      | －         | 107,564          | 20.77%           | 517,757     |
| 南卡罗来纳州             |      | 1,091,541      | 43.43%         | －             | 1,385,103          | 55.11%             | 9                  | 27,916               | 1.11%                | －                   | 6,907                | 0.27%                | －                   |            |            | －         | 293,562          | 11.68%           | 2,513,329   |
| 南达科他州               |      | 150,471        | 35.61%         | －             | 261,043            | 61.77%             | 3                  | 11,095               | 2.63%                | －                   |                      |                      | －                   |            |            | －         | 110,572          | 26.16%           | 422,609     |
| 田纳西州                 |      | 1,143,711      | 37.45%         | －             | 1,852,475          | 60.66%             | 11                 | 29,877               | 0.98%                | －                   | 4,545                | 0.15%                | －                   | 23,243     | 0.76%      | －         | 708,764          | 23.21%           | 3,053,851   |
| 德克萨斯州               |      | 5,259,126      | 46.48%         | －             | 5,890,347          | 52.06%             | 38                 | 126,243              | 1.12%                | －                   | 33,396               | 0.30%                | －                   | 5,944      | 0.05%      | －         | 631,221          | 5.58%            | 11,315,056  |
| 犹他州                   |      | 560,282        | 37.65%         | －             | 865,140            | 58.13%             | 6                  | 38,447               | 2.58%                | －                   | 5,053                | 0.34%                | －                   | 19,367     | 1.30%      | －         | 304,858          | 20.48%           | 1,488,289   |
| 佛蒙特州                 |      | 242,820        | 66.09%         | 3              | 112,704            | 30.67%             | －                 | 3,608                | 0.98%                | －                   | 1,310                | 0.36%                | －                   | 6,986      | 1.90%      | －         | 130,116          | 35.41%           | 367,428     |
|                          |      | 2,413,568      | 54.11%         | 13             | 1,962,430          | 44.00%             | －                 | 64,761               | 1.45%                | －                   |                      |                      | －                   | 19,765     | 0.44%      | －         | 451,138          | 10.11%           | 4,460,524   |
| 华盛顿州                 |      | 2,369,612      | 57.97%         | 12             | 1,584,651          | 38.77%             | －                 | 80,500               | 1.97%                | －                   | 18,289               | 0.45%                | －                   | 34,579     | 0.85%      | －         | 784,961          | 19.20%           | 4,087,631   |
| 西弗吉尼亚州             |      | 235,984        | 29.69%         | －             | 545,382            | 68.62%             | 5                  | 10,687               | 1.34%                | －                   | 2,599                | 0.33%                | －                   | 79         | 0.01%      | －         | 309,398          | 38.93%           | 794,731     |
| 威斯康星州               |      | 1,630,866      | 49.45%         | 10             | 1,610,184          | 48.82%             | －                 | 38,491               | 1.17%                | －                   | 1,089                | 0.03%                | －                   | 17,411     | 0.53%      | －         | 20,682           | 0.63%            | 3,298,041   |
| 怀俄明州                 |      | 73,491         | 26.55%         | －             | 193,559            | 69.94%             | 3                  | 5,768                | 2.08%                | －                   |                      |                      | －                   | 3,947      | 1.43%      | －         | 120,068          | 43.38%           | 276,765     |
| 總計                     | 總計 | 81,268,867     | 51.31%         | 306            | 74,216,747         | 46.86%             | 232                | 1,865,620            | 1.18%                | 0                    | 404,021              | 0.26%                | 0                    | 626,299    | 0.40%      | 0          | 7,052,120        | 4.45%            | 158,381,554 |
| 州名                     | 縮寫 | 喬·拜登 民主黨 | 喬·拜登 民主黨 | 喬·拜登 民主黨 | 唐納·J·川普 共和黨 | 唐納·J·川普 共和黨 | 唐納·J·川普 共和黨 | 喬·喬根森 自由意志黨 | 喬·喬根森 自由意志黨 | 喬·喬根森 自由意志黨 | 霍伊·霍金斯 美國綠黨 | 霍伊·霍金斯 美國綠黨 | 霍伊·霍金斯 美國綠黨 | 其他候選人 | 其他候選人 | 其他候選人 | 前兩名得票數差異 | 前兩名得票數差異 | 總投票數    |

### 接近的結果
红色代表共和黨的唐納德·川普獲勝的州（或獨立計算選舉人票的國會選區）； 藍色代表民主黨的喬拜登獲勝的州（或獨立計算選舉人票的國會選區）。
票差小於1%的州（37張選舉人票；川普獲得0張， 拜登獲得37張）：
1. 佐治亚，0.24% - 16张选举人票
2. 亞利桑那，0.31% - 11
3. 威斯康星，0.63% - 10

票差在1%至5%間的州（86張選舉人票；川普獲得44張，拜登獲得42張）：
1. 賓夕法尼亞，1.16% - 20張選舉人票
2. 北卡羅來納，1.35% - 15
3. 內華達，2.39% - 6
4. 密歇根，2.78% - 16
5. 佛罗里达，3.36% - 29

票差在5%至10%之间的州或选区（80张选举人票；特朗普获得63张，拜登获得17张）：
1. 德克萨斯，5.58% - 38张选举人票
2. 内布拉斯加第二国会选区，6.50% - 1
3. 明尼苏达，7.11% - 10
4. 新罕布什尔，7.35% - 4
5. 缅因第二国会选区，7.44% - 1
6. 俄亥俄，8.03% - 18
7. 愛荷華，8.20% - 6
8. 缅因，9.07% - 2

### 潛在競爭激烈州份
總統競選活動通常集中在少部分的競爭州份，稱為搖擺州（swing states）或戰場州（battleground states）；潛在的搖擺州包括佛羅里達州、宾夕法尼亚州、威斯康辛州、北卡羅來納州和密西根州。佛羅里達州是最大的搖擺州，自1996年以來每次選舉當選總統都在本州取勝；而俄亥俄州則是另一個大搖擺州，具有自1964年以來的完美的領先記錄。被視為競爭的州份可能因為民意調查波動而轉變。

### 投票站关闭时间及影响
美国50个州和华盛顿哥伦比亚特区在大选日的投票站关闭时间各不相同，早至下午六时晚至次日的凌晨一时（美国东部时间）。因此，由于部分州的很大一部分选民已经在选举日前进行邮寄投票、缺席投票或早期投票（视各州规定情况而定），美国的部分州可能会出现“红色幻影”（Red Mirage）或“蓝色幻影”（Blue Mirage），指由于某些州（如德克萨斯州）在选举日开始前已经开始计票的缘故导致某一候选人暂时领先。

#### 各州投票站关闭时间
以下皆为美国东部时间：
- 下午六时：印第安纳州和肯塔基州
- 下午七时：佐治亚州、印第安纳州、肯塔基州、南卡罗来纳州、弗吉尼亚州和佛蒙特州
- 下午七时三十分：北卡罗来纳州、俄亥俄州和西弗吉尼亚州
- 晚上八时：阿拉巴马州、康涅狄格州、特拉华州、佛罗里达州、伊利诺伊州、缅因州、马里兰州、马萨诸塞州、密西西比州、密苏里州、新罕布什尔州、新泽西州、俄克拉荷马州、宾夕法尼亚州、罗德岛州、田纳西州和华盛顿特区
- 晚上八时三十分：阿肯色州
- 晚上九时：亚利桑那州、科罗拉多州、堪萨斯州、路易斯安那州、密歇根州、明尼苏达州、内布拉斯加州、新墨西哥州、纽约州、北达科他州、南达科他州、德克萨斯州、威斯康辛州和怀俄明州
- 晚上十时：爱荷华州、蒙大拿州、内华达州和犹他州
- 晚上十一时：加利福尼亚州、爱达荷州、俄勒冈州和华盛顿州
- 凌晨零时：夏威夷州
- 次日凌晨一时：阿拉斯加州

### 选举夜
11月3日晚至次日凌晨的选举之夜，投票在两位候选人票数差距不大的情况下结束。在许多州两位候选人的实时开票数很接近，而且仍有数以百万计的选票仍未开出。11月4日清晨，特朗普赢得了摇摆州佛罗里达州的选举人票，领先拜登3.4%，较2016年大选的1.2%有所提高，这主要是由于特朗普在迈阿密戴德县的拉丁裔社区中获得了明显的支持。
11月4日凌晨2:30（EST）左右，特朗普在白宫向支持者发表演讲，声称自己赢得了大选，并呼吁停止所有计票活动，并说继续计票是“对美国人民的欺诈”、“我们将去美国最高法院（起诉）”对此，拜登竞选团队谴责了特朗普要求停止开票的行为，声称特朗普竞选团队是在“赤裸裸地剥夺美国公民的民主权利”。中午12:30（EST）左右，拜登发表简短讲话，敦促他的支持者“在点票时保持耐心”，并说他相信自己“有望赢得这次选举”。
随着时间推移，郵寄選票的點算開始，本來偏紅色的选举形势出现了逆转，特朗普在一些州的优势缩小，以至于被反超。而親共和黨的福克斯新闻网以及美联社在西岸開票初期，已經「獨家」認證拜登勝出了亞利桑那州。但與其他激戰州不同之處是，拜登的優勢由大約八萬票的差距漸漸缩小，最後以萬多票的微弱差距勝出。

## 选举之后

### 2020年11月
11月3日，特朗普团队在宾夕法尼亚州提出两项法律诉讼以停止对邮寄和临时投票进行计数。11月4日，特朗普的团队提出了其他诉讼，要求共和党观察员应享有更大的权利，并允许那些观察员审查已经计数选票。宾夕法尼亚州检察长乔什·夏皮罗（Josh Shapiro）批评这些诉讼“更多的是政治文件，而不是法律文件”。
11月4日晚美联社报道称，拜登已获得264张选举人票，特朗普则获得了214张选举人票。而在竞争激烈的宾夕法尼亚州、北卡罗来纳州、佐治亚州和内华达州，计票工作仍未结束。美联社还提到，截至11月4日晚，两位候选人在内华达州的票数比例相差不到1%且内华达州尚有大量选票未开出；内华达州在刚开票的时候，拜登已经以微弱差距领先，并一直保持领先的优势。如果拜登赢得竞争最激烈的内华达州或佐治亚州，他将得到270张选举人票并获得初步胜利。
随着继续计票的工作緩慢，開票的进行過程充滿各種觀點與爭議，特朗普竞选团队表示，他们将要求威斯康星州重新计票，并表示他们可能会对内华达州的选举结果提出质疑。特朗普团队还在密歇根州提起诉讼，要求密歇根州允许共和党观察员观察计票过程，否则停止计票。特朗普的竞选经理比尔·斯特皮恩在一份声明中说：“威斯康星州的几个县出现了违规行为，这使人们对结果的有效性产生了严重质疑。总统将要求重新计票，我们将立即这样做。”
11月5日，一名联邦法官驳回了特朗普竞选团队的一项有关停止宾夕法尼亚州的计票工作的诉讼。特朗普竞选团队声称共和党观察员没有获得观察投票的机会。但在听证会上，特朗普团队的律师承认共和党观察员已经在点票室里观察点票。同样在当天，佐治亚州法官驳回了特朗普竞选团队的另一项诉讼，该诉讼称佐治亚州有重复计票的行为。法官裁定没有证据表明佐治亚州有重复计票或延迟计票的行为。同时，密歇根州法官驳回了特朗普竞选团队的一项诉讼，该诉讼要求密歇根州暂停点票以允许观察员进入，法官则指出密歇根州早已完成了点票工作。
11月6日，随着各州继续计数选票，在宾夕法尼亚州的开票中，连续几天追上了几十万票的拜登，终于逆转取得约万余票的领先地位。而在佐治亚州激烈的开票中，拜登亦追上以极微少的差距领先，開始被認為可能會勝出。但由于拜登和特朗普之间在佐治亚州的选票差距很小，佐治亚州联邦事务专员布拉德·拉芬斯佩格于11月6日宣布将对佐治亚州的选票进行重新计票。佐治亚州投票系统负责人加布里埃尔·斯特林（Gabriel Sterling）则表示佐治亚州在这次选举中还没有看到“任何普遍的违规行为”。
截至11月6日，已有至少20名共和党人公开谴责唐纳德·特朗普关于总统选举舞弊的说法，称选举舞弊的主张没有依据且破坏了民主和选举过程，使得美国政局变得不稳定。
11月7日，雙方戰鬥仍持續膠著，美聯社宣佈拜登赢得宾夕法尼亚州和内华达州，突破270張選舉人票當選門檻，成功當選第46任美国总统。推特也將拜登身份认证为美国当选总统。但特朗普拒絕承認敗選，其競選團隊將繼續在几个关键州提起诉讼。其他主流媒体 (包括长期亲共和党及特朗普的福克斯新闻网)亦跟随宣布拜登胜出，拜登随后发表讲话。
11月9日，在美國主流媒體（包括CNN、长期亲共和党及特朗普的福克斯新闻网等）均宣布拜登當選後，聯邦總務管理局（GSA）仍未認證勝選者，拒絕批准展開過渡程序的文件。
11月10日，拜登发表胜选演说后在特拉华州威明顿市召开记者会，被问及特朗普拒绝承认选举结果时，他表示，“坦白說，我认为這很丟臉”（ it's an embarrassment, quite frankly）。
11月11日，美国总统特朗普的竞选团队在密歇根州就选举结果提起诉讼。乔治亚州州务卿布拉德·拉芬斯伯杰宣布本州将会手动重点大选选票，并且布拉德重申两党均支持重新点票。11月18日，特朗普竞选阵营向威斯康星州支付300万美元，用以重新点算当地两个县的选票。11月20日，乔治亚州州務卿宣佈拜登贏得該州16張選舉人票。11月21日，特朗普的竞选团队要求佐治亚州再次重新计票。
11月20日，拜登无法获得为“当选总统”提供的数百万美元的过渡资金，该资金被特朗普政府拦截，只能自行筹款。
11月23日，美国总务署署长发布信函通知拜登团队可以展开权力交接的工作。當天密歇根州选举机构正式确认拜登获胜。截至當天，特朗普团队及支持者已有至少30起有關質疑選舉結果的诉讼败诉。
11月26日，特朗普表示，如果选举人团投票给当选总统拜登，他将离开白宫。11月27日，美国联邦第三巡回上诉法院驳回特朗普竞选团队针对宾夕法尼亚州投票程序的诉讼。同時威斯康星州最大县密尔沃基县的重新计票工作結果出爐，拜登新增257票，特朗普新增125票。另外达恩县計票工作結束，選舉官員表示並未出現舞弊現象。
11月30日，亚利桑那州和威斯康星州认证拜登获胜。

### 2020年12月
12月1日，特朗普在白宫圣诞派对上表示：「过去这4年令人惊艳，我们打算在未来4年继续打拚，不然，我们4年后见。」。
12月4日，加利福尼亞州认证拜登获胜。拜登已有279張選舉人票正式獲得認證，超越270票當選門檻。
12月5日，美国联邦上诉法院驳回保守派律师林伍德试图推翻拜登在佐治亚州选举获胜结果的上诉。
12月6日，美國國家情報總監雷克里夫表示，本次大選在舞弊疑雲解決之後才會塵埃落定，拜登是否入主白宮仍懸而未決。
截至12月9日，美国50个州及哥伦比亚特区均确认大选结果。
12月9日，美國聯邦最高法院以簡短的文字駁回了共和黨宾夕法尼亚州眾議員麥克·凱利的郵寄選票違反州憲法訴訟的上訴。同日，共和黨籍的德克萨斯州檢察長肯·派克斯頓宣佈向最高法院提交訴訟，以美國憲法中州與州的爭議由最高法院裁決為由，聲稱宾夕法尼亚州、威斯康辛州、喬治亞州與密西根州的選舉程序不符合該州的選舉法、因疫情而修改選舉規則是違反憲法等，要求禁止四州的選舉人投票，並得到了密蘇里州、阿拉巴馬州、阿肯色州、佛羅里達州等十七個共和黨籍州檢察長加入聯署，而特朗普本人亦向最高法院申請加入成為原告人。而民主黨的華盛頓特區檢察長拉辛（Karl Racine）聯合包括加州、科羅拉多州、康乃狄克州、德拉瓦州等二十二州的民主黨籍州檢察長則向最高法院提出，以依據憲法，各州有權決定選舉的程序；其次沒有證據顯示，各州為保護選票與州民健康所採取的常識性措施，產生嚴重的舞弊情事；再者，德州對於選舉人條款的詮釋，牴觸了一個世紀以來的判例為由，要求最高法院駁回。12月11日，该案被美国联邦最高法院驳回。
12月14日，選舉人團進行投票，拜登突破總統當選所需的270張選舉人票，正式在美国总统选举中获胜。就在當日上午，白宮資深顧問米勒接受福克斯新聞採訪時表示，在選舉爭議州將有「另類選舉人」投票給川普，川普陣營將把這些「另類選舉人」的投票結果呈交給國會，當川普的連任獲得確認後，這些「另類選舉人」的身份將得到認證。米勒同時表示，美國憲法規定新任總統就職日期是1月20日，距離現在還有頗長一段時間，因此川普仍有充裕的時間修正其指控的造假的選舉結果。

### 2021年1月
2021年1月2日，美国联邦上诉法院驳回了得克萨斯州共和党众议员路易·戈莫特等人的诉讼。该诉讼要求扩大1月6日在國會主持確認選舉人團投票結果的副总统彭斯的权力，从而推翻总统選舉結果。而根據1887年联邦法律《选举计数法》，副总统在國會主持確認選舉人團投票結果的會議時僅具象征性。
2021年1月3日，佐治亚州州務卿拉芬斯伯杰向《華盛頓郵報》洩露了特朗普致電他及法律顧問爵曼尼的錄音，《華盛頓郵報》隔天報導稱特朗普要求對方「尋找11780張選票」以求扭轉他在該州與拜登的11779票的差距，否則會他們可能會面臨放任選舉舞弊瀆職的刑事指控。特朗普又指控Dominion投票系統替換投票機的內部組件以求毀滅大選時的做假證據，但拉芬斯伯杰和爵曼尼都在對話中重複地駁回特朗普的舞弊指控。而保守派媒體極限新聞稱川普要的不過是誠實計票，沒有施壓。極限新聞也表示《華盛頓郵報》指川普不斷要對方弄出選票來翻盤是「不實指控」，因為通話內容顯示川普只不過要求誠實計票，原因是川普認為如此他就能多拿1萬1000票而勝出。有資深執業律師例如Eric Holder和Neal Katyal等認為，特朗普要求州政府「尋找」特定數量的選票已經能構成做票的定義，因此特朗普可能會面臨諸如「蓄意妨害選舉的公正過程」的刑事調查。
2021年1月5日，佐治亚州举行参议员选举第二轮投票，第一天开票，补选部份的民主党候选人沃诺克（Raphael Warnock）宣布胜出。而正常改选部份的民主党候选人奥索夫（Jon Ossoff），亦以万多票的差距领先现任共和党参议员，翌日亦宣布胜出。沃诺克领先对手约九万多票，奥索夫亦领先对手约五万多票。民主党与共和党的得票数比总统大选时下跌约二十余万票。
2021年1月6日，美国众议院与参议院召開联席会议确认选举人投票结果，會議由副總統彭斯主持。當天有特朗普支持者衝入国会，导致大选结果认证程序暂停。当晚，联席会议继续召开，在1月7日凌晨，联席会议正式确认拜登为当选总统。随后，特朗普表示虽然不认同大选结果，但会確保在1月20日有序过渡總統職務。
2021年1月20日，拜登正式就职第46任美国总统。
美国媒体对特朗普拒绝承认选举结果的行为反应不一，但多数持负面态度，并基本按政党意识形态区分开。而且因為佐治亚州兩席參議員選舉需要在2021年1月進行第二輪投票，因為拜登在佐治亚州以些微差距勝出，所以推測共和黨主流派是為了選舉考量而對特朗普拒绝承认选举结果而沉默不語，只贊成特朗普進行其司法訴訟的權利。纽约时报指出没有任何证据显示有大规模选举舞弊行为出现，反而特朗普政府提出的选举计票站可疑小纸条等均属法庭上根据传闻证据排除法则下必须扔掉的不可靠证据；时报还列举了特朗普在多个摇摆州发起的数量众多的诉讼均被驳回，法官援引的理由便是其提交的“证据”和“论点”多属于“传闻证据”和“定义不明”。福克斯新闻网给出了一些所谓证据的如匿名“吹哨人”电视现场口供，但是据称没有被采用为法庭证据。美联社（AP）、全国公共广播电台（NPR）等均指出没有证据显示选举舞弊情况出现。AP报道各州政府选举委员会均回报称选举过程进行顺利，尽管因为2019冠状病毒病疫情的影响，以及特朗普政府从选举前数月就开始断言“舞弊”将出现的说法，此前各方均对选举过程顺利程度的估計有所保留，但總體而言，的確因為疫情因素，使得開票過程相較過去緩慢之外，多數主流媒體認為沒有發生太大意外與不規矩的情況發生。

### 2021年2月
2月，保守派的真相投票组织采取了包括寻找选举不法行为的吹哨人、通过分析选举相关的数据、通过法律诉讼获得选民名单在内的多项策略试图找到选举欺诈的证据。在未能说服特朗普的法律团队使用其法律策略后，真相投票组织于11月16日撤回了其法律诉讼。该组织的所有策略都没有找到选举存在重大问题的证据。恩格尔布雷希特表示，截至2021年2月，该组织所展开的调查仍在“进行中”。

### 2021年3月
3月8日，美国联邦最高法院拒绝听取特朗普就败选结果提出的最后一项上诉。

### 2022年1月
1月3日，喬治亞州務卿拉芬斯伯格宣布，正式開始進行2020總統大選的選票收割犯罪行為調查。其原因為2021年11月30日時由民間團體真相投票（True the Vote）的投訴。該組織通過信息自由法，獲得了喬治亞州內所有郵寄投票箱共200萬小時的監控錄像，發現了有多名人士重複前往不同的投票箱進行投票，經過向電信公司購買的商業數據進行比對後，確定了其中的242人，總共進行了總共5,662次投票。根據錄像顯示，這些人的投票時間為午夜凌晨到清晨五點之間。根據吹哨人表示，他在2020年11月的選舉和1月5日的決選中參與了廣泛的選票收集，並由一非營利組織支付每張選票10美元的報酬。但他不知道收割選票是違法行為，在得知後才主動成為了吹哨者。目前此案還在進行調查中。

### 2022年2月
特朗普聲稱彭斯能推翻大選結果，應該調查彭斯為何當初沒有駁回選舉人團投票給拜登。彭斯則反駁稱自己無權推翻總統選舉結果。早在2021年1月，彭斯以美國副總統名義正式去信國會議員，指出副總統沒有單方面決定選擇計算哪個選舉人票的權力。

## 各方反應

### 国内反应
- 共和黨猶他州參議员米特·羅姆尼、前總統乔治·沃克·布什、前佛羅里達州州長杰布·布什以及阿拉斯加州參議員麗莎·穆爾科斯基向拜登勝選表達祝贺[123]。
- 民主党2016年总统候选人、前国务卿希拉里·克林顿形容選民拒絕了特朗普，称为美国历史开辟了新一页[124]。美国众议院民主党议长南希·佩洛西祝贺乔·拜登赢得了美国民主的精神，并祝贺贺锦丽创造了历史。称这是对美国疗愈和共同成长的时刻。前总统贝拉克·奥巴马、比尔·克林顿和吉米·卡特皆祝贺拜登和贺锦丽在总统选举中取得的重大胜利，并表示为两人当选为美国总统和副总统感到骄傲和自豪。
- 波多黎各前总督佩德罗·皮尔路易斯祝贺拜登当选美国的新总统。他表示这是美国民主制度的胜利，代表波多黎各320万美国公民表示诚挚的祝贺。并补充说，期待与总统拜登和副总统贺锦丽紧密合作，以造福所有波多黎各人争取进步和平等[125]。
- 美國一些共和黨籍州長承認拜登為下屆總統[126]。但南卡罗来纳州參議員林賽·格雷厄姆認為選舉存在錯誤和欺詐，德克薩斯州參議員泰德·克鲁兹則認為特朗普終將贏得勝利[127]，參議院多數黨領袖米奇·麥康諾、众议院少数党领袖凱文·麥卡錫、众议院少数党党鞭史蒂夫·斯卡利斯支持特朗普的法律行動[128]。
- 司法部長威廉·巴尔則要求联邦检察官调查有關选举投票异常的指控[129]，后称未发现選舉有大规模舞弊情况[130]。
- 美国国务卿迈克·蓬佩奥表示，一旦计入每一张合法投票，特朗普政府将迎来第二任期，权力将向特朗普第二任政府平稳过渡[131]。
- 在11月21日晚特朗普竞选团队要求宾夕法尼亚州撤销邮寄选票的诉讼被驳回后，宾夕法尼亚州共和党参议员帕特·图米呼籲特朗普总统应该接受选举的结果[132]。
- 12月15日，參議院多數黨領袖米奇·麥康諾向拜登勝選表達祝賀[133]。
- 2021年1月2日，11位共和党参议员发表声明，要求成立一个委员会对总统大选结果进行调查，否则他们将在1月6日国会確認选举人团投票結果時投否決票[134]。發生衝擊國會事件後，在參院的選舉人票確認會議上，最後順利確認所有選舉人票的結果。

## 相關事件
2020年9月15日，密歇根州當局發現有大約400張海外選民缺席選票錯印特朗普的競選搭檔為傑里米·科恩（自由意志黨副總統候選人），已寄出的數目不明。當局指示職員再寄出正確選票並通知選民如收到錯印選票無需理會，如有投給特朗普的錯印選票寄回，當局將會計入特朗普／彭斯之下。
2020年9月22日，曾參加2020年民主黨總統初選的富豪迈克尔·布隆伯格宣佈已籌得超過1,600萬美元，為關鍵州佛罗里达州近32,000名曾犯重罪並欠下法庭罰款和費用的人繳交該等款項，以確保他們在該州的投票權。布隆伯格籌款的受惠對象僅限於欠款少於1,500美元的非洲裔和西班牙裔已登記選民。據《華盛頓郵報》報導，布隆伯格的一份備忘錄說資料顯示該州的非洲裔選民有90%至95%支持民主黨。布隆伯格的一名顧問向華郵表示此舉可以即時激活數以萬計傾向投拜登一票的選民。共和黨人質疑布隆伯格的做法可能構成賄選。
2020年9月24日，美國司法部發佈聲明，表示當局正在調查宾夕法尼亚州路澤恩縣有9張郵寄選票被丟棄的事件，其中7張投給特朗普，其餘2張被重新密封，不知道所投是何人。
2020年9月29日，選舉官員表示紐約市有承包商出錯，導致有近10萬張缺席選票被寄到錯誤的收件人手上，包括姓名或地址不符。另有報導稱該市有一些從未在軍隊服役的選民收到標記為軍人用的郵寄選票。
2020年10月7日，新泽西州一名郵務員工因為涉嫌丟棄包括近100張空白郵寄選票在內的超過1,000封郵件而被捕。
2020年10月9日，選舉官員表示由於把選票放入信封的設備設定出錯，俄亥俄州富兰克林县有近5萬名選民收到錯誤的缺席選票，當局將會向受影響的選民補寄正確選票。
2020年10月18日，加州鲍德温公园一個官方的選票收集箱被人縱火，市長估計有多達100張選票被燒毀或在滅火過程中損毀。
2020年12月12日，數千特朗普支持者在全國各地示威。首都華盛頓有4人被刺傷，而西北部華盛頓州首府奧林匹亞則有一人遭槍擊。總統特朗普指出，他會繼續入稟，對抗不公。